# Глубоково (Московская область)

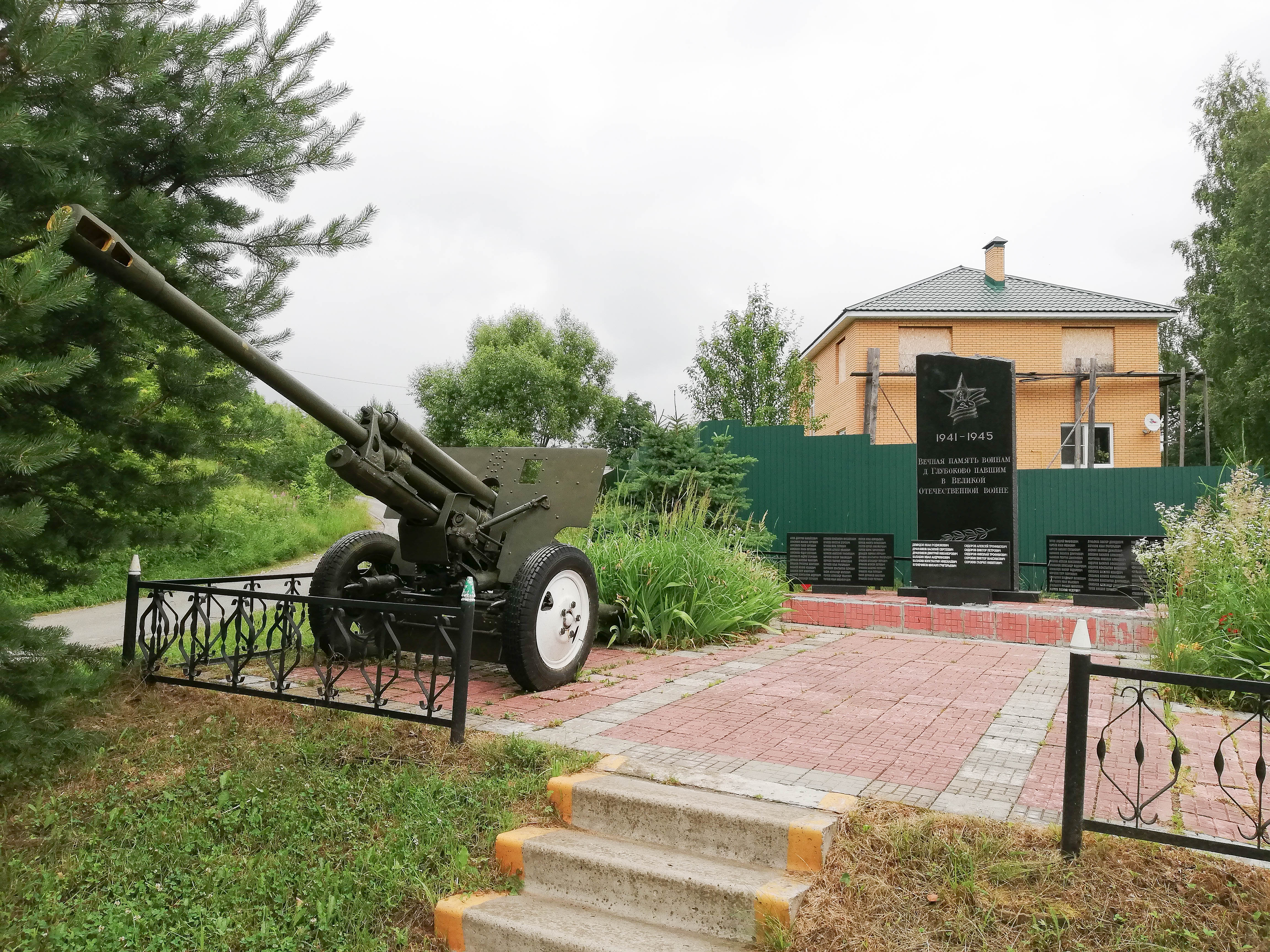
Воинский мемориал в Глубоково

Глубоково — деревня в Серпуховском районе Московской области. Входит в состав Васильевского сельского поселения (до 29 ноября 2006 года входила в состав Васильевского сельского округа).

## Население
| 2002 | 2006 | 2010 |
| ---- | ---- | ---- |
| 76   | ↗77  | ↘66  |

## География

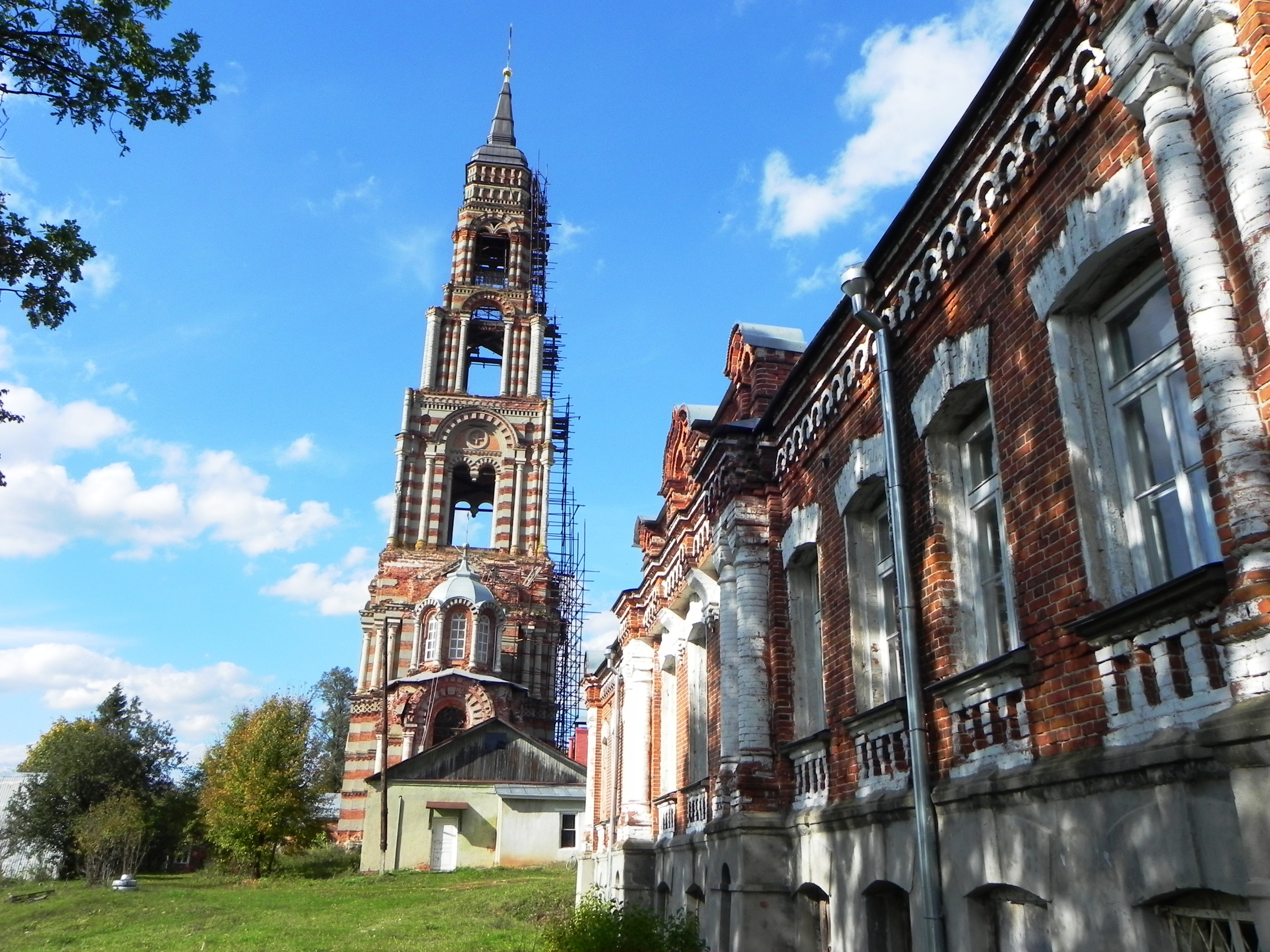
Храмовый ансамбль

Глубоково расположено примерно в 18 км (по шоссе) на север от Серпухова, на безымянном левом притоке реки Нары, высота центра деревни над уровнем моря — 152 м. На 2016 год в деревне зарегистрировано 1 садовое товарищество.

## Достопримечательности
Главной достопримечательностью Глубоково является колокольня несохранившейся церкви Рождества Иоанна Предтечи на Ивановой Горе в неовизантийском стиле высотой свыше 70 м.